# Albrecht von Hagen

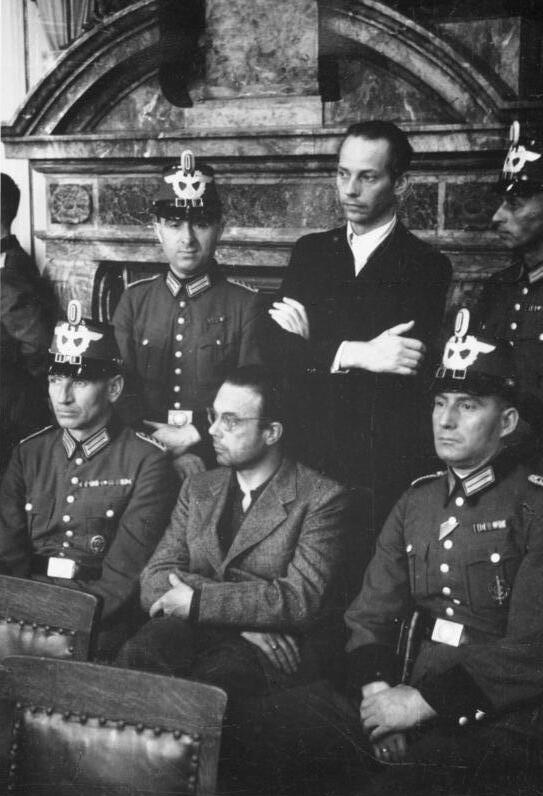
Albrecht von Hagen (Mitte, sitzend; hinter ihm stehend Peter Graf Yorck von Wartenburg)

Albrecht von Hagen (* 11. März 1904 in Langen, Kreis Belgard, Provinz Pommern; † 8. August 1944 in Berlin-Plötzensee) war ein deutscher Jurist, Reserveoffizier und Widerstandskämpfer gegen den Nationalsozialismus im Attentat vom 20. Juli 1944.

## Leben
Albrecht von Hagen wurde auf dem hinterpommerschen Rittergut Langen des neumärkisch-pommerschen Uradelsgeschlechts von Hagen geboren, dem er entstammte. Seine Eltern waren der Rittergutsbesitzer und Reserveoffizier Gerhard von Hagen und dessen Ehefrau Elisabeth geborene von Stülpnagel. Nach dem Abitur an der Ritterakademie in Brandenburg an der Havel studierte er Rechtswissenschaft an der Ruprecht-Karls-Universität Heidelberg und an der Albertus-Universität Königsberg. Seit 1922 war er Mitglied des Corps Saxo-Borussia Heidelberg. Nach dem Referendariat war er als Syndikus bei der Osthilfe und einer Privatbank beschäftigt. 1935 nahm er an freiwilligen Offizierslehrgängen der Wehrmacht teil, so dass er zu Beginn des Zweiten Weltkrieges als Leutnant der Reserve eingezogen wurde. Bei einer Verwendung während des Afrikafeldzuges lernte er Oberst i. G. Claus Schenk Graf von Stauffenberg kennen und schloss sich unter dessen Einfluss dem Widerstand gegen die Nationalsozialisten an. Die Verschwörer erreichten seine Versetzung zum Oberkommando der Wehrmacht, wo er für den Kurierdienst zwischen den Dienststellen in Berlin und dem Führerhauptquartier Wolfsschanze zuständig war. Im Mai 1944 besorgte Oberleutnant d.R. Albrecht von Hagen gemeinsam mit Major i. G. Joachim Kuhn Sprengstoff für ein Attentat auf Adolf Hitler. Den Sprengstoff für den 20. Juli 1944 beschaffte Oberst i. G. Wessel Freiherr Freytag von Loringhoven.
Von Hagen wurde unmittelbar nach dem gescheiterten Umsturzversuch verhaftet. Wenige Tage später wurde seine gesamte Familie in Sippenhaft genommen und seine Kinder Helmtrud (8 Jahre) und Albrecht (11 Jahre) im Kinderheim im Borntal in Bad Sachsa interniert. Am 8. August 1944 wurde von Hagen vom Volksgerichtshof in einem Schauprozess zum Tod verurteilt und noch am selben Tag in Plötzensee auf ausdrücklichen Befehl Hitlers durch Hängen hingerichtet. Im Abschiedsbrief Albrecht von Hagens an seine Frau Erica geborene von Berg findet sich die Zeile: „… mit meinem Schicksal kann ich nicht hadern.“ 
Er gehört zu den hingerichteten Corpsstudenten, die 70 und 75 Jahre nach dem Attentat in der Gedenkstätte Plötzensee geehrt wurden. Es sprachen Wolfgang von der Groeben (2014) und Rüdiger Döhler (2019).